# Lista de prêmios e indicações recebidos por Mulheres Apaixonadas
A seguir apresenta-se uma lista compreendendo os prêmios e indicações recebidos por Mulheres Apaixonadas, telenovela produzida pela Rede Globo e exibida originalmente entre 17 de fevereiro e 10 de outubro de 2003 no horário das 20 horas, com o último capítulo exibido no dia seguinte, substituindo Esperança e sendo substituída por Celebridade. 63.ª "novela das oito" transmitida pela emissora, foi escrita por Manoel Carlos e contou com a colaboração de Maria Carolina, Fausto Galvão e Vinícius Vianna, direção de Marcelo Travesso e Ary Coslov e direção geral de José Luiz Villamarim, Rogério Gomes e Ricardo Waddington, que também encarregou-se da direção de núcleo. O eixo central da trama focou-se em Helena (Christiane Torloni), protagonista recorrente das tramas de Manoel Carlos, que, enfrentando uma crise de 15 anos de casamento com o marido e músico Téo (Tony Ramos), decide viver uma nova paixão e se vê às voltas ao reencontrar César (José Mayer), seu antigo amor com quem traíra Téo. A partir deste eixo, entrelaçam-se diversas tramas paralelas das quais a maioria possuíam uma forte temática social de pano de fundo.
Mulheres Apaixonadas contou com um total de 203 capítulos que, retratados por meio de uma crônica cotidiana, obtiveram enorme repercussão na opinião pública e análises bastante positivas da crítica especializada, o que se refletiu diretamente na audiência e premiações e também em legislações civis. Com uma média de 47 pontos, alavancou em quase dez pontos o horário das 20h e firmou-se como o maior sucesso televisivo no ano de 2003, ganhando uma série de troféus e reconhecimentos dedicados à televisão e ao entretenimento brasileiro naquele ano e no seguinte. No total, a telenovela foi vencedora de 63 prêmios e indicada a 78, sendo a grande vencedora de todas as premiações apresentadas abaixo, e o que lhe permite ser a segunda novela que mais venceu prêmios em toda a história da Televisão Brasileira, atrás apenas de A Força do Querer, escrita por Glória Perez exibida em 2017 que possui 67 prêmios. Dentre elas, destaque para 11 vitórias no Prêmio Qualidade Brasil, 5 no Melhores do Ano e Prêmio Extra de Televisão, 6 vitórias de 17 indicações no Prêmio Contigo! de TV, 4 troféus no Troféu Imprensa, e 4 prêmios no Meus Prêmios Nick.
Os principais agraciados, além do autor Manoel Carlos, foram Dan Stulbach e Giulia Gam, premiados respectivamente por seus personagens Marcos e Heloísa. Enquanto Manoel Carlos venceu uma série de troféus de Melhor Autor, Stulbach ganhou o Troféu APCA e o Troféu Imprensa de Melhor Ator, bem como o Prêmio Faz Diferença do jornal O Globo, e Giulia foi contemplada com o Prêmio Extra de Televisão e o Troféu Imprensa de Melhor Atriz, e eleita a Melhor Atriz Coadjuvante por ambos os sindicatos do Prêmio Qualidade Brasil no Rio e São Paulo. Outros principais vencedores nas premiações incluem Bruna Marquezine, destaque nas categorias Mirim e Revelação; Regiane Alves, Tony Ramos e Paula Picarelli, todos com três; e Erik Marmo, Carolina Dieckmann e Susana Vieira, com dois. Dentre os indicados, além dos vencedores supracitados, houve a recorrente aparição de Torloni, Vanessa Gerbelli e Marcello Antony.

## Melhores do Ano
O Troféu Domingão Melhores do Ano, ou apenas Melhores do Ano, celebrou os maiores destaques do ano na TV Globo e na música, com suas indicações determinadas pelos funcionários da emissora. Os três mais escolhidos eram, então, expostos à votação pública, e revelados ao vivo no extinto Domingão do Faustão. Mulheres Apaixonadas foi a grande vencedora da edição de 2003, com 5 prêmios obtidos.
| Ano  | Categoria                | Recipiente               | Resultado |
| ---- | ------------------------ | ------------------------ | --------- |
| 2003 | Melhor Ator Revelação    | Dan Stulbach             | Venceu    |
| 2003 | Melhor Atriz Coadjuvante | Vanessa Gerbelli         | Venceu    |
| 2003 | Melhor Atriz Mirim       | Bruna Marquezine         | Venceu    |
| 2003 | Melhor Atriz Revelação   | Alinne Moraes            | Venceu    |
| 2003 | Música de Novela         | "Amor Maior", Jota Quest | Venceu    |

## Meus Prêmios Nick
O Meus Prêmios Nick (abreviado como MPN) é a versão brasileira do Nickelodeon Kids' Choice Awards, premiação realizada pela Nickelodeon com foco infantil que celebra profissionais na televisão, cinema, música e esporte. As vitórias são determinadas pelo público por meio da Internet. Mulheres Apaixonadas venceu todas as 4 indicações recebidas.
| Ano  | Categoria      | Recipiente         | Resultado |
| ---- | -------------- | ------------------ | --------- |
| 2003 | Ator Favorito  | Rodrigo Santoro    | Venceu    |
| 2003 | Atriz Favorita | Carolina Dieckmann | Venceu    |
| 2003 | Gato do Ano    | Erik Marmo         | Venceu    |
| 2003 | Vilão Favorito | Regiane Alves      | Venceu    |

## Prêmio Austregéslio de Athayde
O Prêmio Austregésilo de Athayde, nomeado após o supracitado acadêmico, foi organizado pelo Alexandre Austregésilo de Athayde, e celebrou os grandes destaques do ano nas áreas da televisão, teatro e música. As vitórias foram determinadas por voto popular, em consulta feita pela Agência Hanni. Mulheres Apaixonadas ganhou dois troféus na edição de 2004.
| Ano  | Categoria          | Recipiente       | Resultado |
| ---- | ------------------ | ---------------- | --------- |
| 2004 | Ator Revelação     | Dan Stulbach     | Venceu    |
| 2004 | Revelação Infantil | Bruna Marquezine | Venceu    |

## Prêmio Conta Mais
O Prêmio Conta Mais, organizado pela revista Conta Mais, celebrou os melhores dos anos de 2002 e 2003 no cenário artístico e cultural brasileiro. Vencedores foram determinados por meio dos leitores da revista, que enviaram cartas à redação e votaram por e-mail. Mulheres Apaixonadas saiu-se vencedora em sete categorias.
| Ano  | Categoria               | Recipiente                      | Resultado |
| ---- | ----------------------- | ------------------------------- | --------- |
| 2003 | Melhor Ator             | Tony Ramos                      | Venceu    |
| 2003 | Melhor Atriz            | Susana Vieira                   | Venceu    |
| 2003 | Melhor Ator Revelação   | Dan Stulbach                    | Venceu    |
| 2003 | Talento Jovem           | Alinne Moraes                   | Venceu    |
| 2003 | Talento Jovem           | Paula Picarelli                 | Venceu    |
| 2003 | Melhor Atriz Mirim      | Bruna Marquezine                | Venceu    |
| 2003 | Melhor Casal de Novelas | Erik Marmo e Carolina Dieckmann | Venceu    |

## Prêmio Contigo! de TV
O Prêmio Contigo! de TV, promovido pela revista Contigo!, tinha como objetivo celebrar os melhores do ano na teledramaturgia brasileira na televisão, e prestar uma homenagem aos artistas. Os vencedores eram determinados por meio de votação popular, dentre assinantes e internautas, além de um júri composto por jornalistas televisivos, e premiados em cerimônia. Mulheres Apaixonadas foi a grande vitoriosa na sexta edição da premiação, obtendo 6 troféus de 17 indicações totais, incluindo Melhor Telenovela e Melhor Autor.
| Ano  | Categoria                | Recipiente                        | Resultado |
| ---- | ------------------------ | --------------------------------- | --------- |
| 2004 | Melhor Telenovela        | Mulheres Apaixonadas              | Venceu    |
| 2004 | Melhor Autor             | Manoel Carlos                     | Venceu    |
| 2004 | Melhor Atriz             | Christiane Torloni                | Indicado  |
| 2004 | Melhor Ator              | Tony Ramos                        | Indicado  |
| 2004 | Melhor Atriz Coadjuvante | Regiane Alves                     | Venceu    |
| 2004 | Melhor Atriz Coadjuvante | Vanessa Gerbelli                  | Indicado  |
| 2004 | Melhor Ator Coadjuvante  | Marcello Antony                   | Indicado  |
| 2004 | Melhor Atriz Revelação   | Ana Roberta Gualda                | Indicado  |
| 2004 | Melhor Atriz Revelação   | Manoelita Lustosa                 | Indicado  |
| 2004 | Melhor Atriz Revelação   | Pitty Webo                        | Indicado  |
| 2004 | Melhor Ator Revelação    | Dan Stulbach                      | Venceu    |
| 2004 | Melhor Ator Revelação    | Daniel Zettel                     | Indicado  |
| 2004 | Melhor Atriz Infantil    | Bruna Marquezine                  | Venceu    |
| 2004 | Melhor Ator Infantil     | Victor Curgula                    | Indicado  |
| 2004 | Melhor Par Romântico     | Carolina Dieckmann e Erik Marmo   | Venceu    |
| 2004 | Melhor Diretor           | Ricardo Waddington                | Indicado  |
| 2004 | Melhor Maquiagem         | Graça Torres e Marcelo Ancillotti | Indicado  |

## Prêmio Extra de Televisão
O Prêmio Extra de Televisão, promovido pelo jornal carioca Extra, premiou os melhores trabalhos do ano da televisão brasileira, incluindo atores, programas humorísticos e de entretenimento, por meio de votação popular. Mulheres Apaixonadas venceu cinco categorias na edição de 2003.
| Ano  | Categoria               | Recipiente        | Resultado |
| ---- | ----------------------- | ----------------- | --------- |
| 2003 | Melhor Telenovela       | Melhor Telenovela | Venceu    |
| 2003 | Melhor Atriz            | Giulia Gam        | Venceu    |
| 2003 | Melhor Ator             | Tony Ramos        | Venceu    |
| 2003 | Melhor Revelação        | Dan Stulbach      | Venceu    |
| 2003 | Melhor Ator/Atriz Mirim | Bruna Marquezine  | Venceu    |

## Prêmio Faz Diferença
O Prêmio Faz Diferença, criado pelo jornal O Globo em parceria com a Federação das Indústrias do Estado do Rio de Janeiro (FIRJAN), homenageia personalidades de destaque naquele ano nos mais diversos setores, com indicados mediados pela redação do jornal e vencedores obtidos por votação popular. Na primeira edição da premiação, Dan Stulbach ganhou o troféu na categoria Revista da TV/Artista.
| Ano  | Categoria             | Recipiente   | Resultado |
| ---- | --------------------- | ------------ | --------- |
| 2003 | Revista da TV/Artista | Dan Stulbach | Venceu    |

## Prêmio Magnífico
O Prêmio Magnífico, criado pela jornalista Zildetti Montiel, prestigia e reconhece profissionais de destaque ao longo do ano nas mais diversas áreas, cujas homenagens se dão por meio de indicações de nomes de Ordens de Classe, Sindicatos e Associações Comerciais, Industriais, de Profissionais Liberais e Jornalistas. Paula Picarelli ganhou o troféu de atriz revelação em 2003.
| Ano  | Categoria       | Recipiente      | Resultado |
| ---- | --------------- | --------------- | --------- |
| 2003 | Atriz Revelação | Paula Picarelli | Venceu    |

## Prêmio Qualidade Brasil
O Prêmio Qualidade Brasil, hoje renomeado Prêmio Arte Qualidade Brasil, foi instituído no Brasil em 1977 para estimular a qualidade e reconhecer o empenho de artistas profissionais de teatro, televisão e cinema. Inicialmente realizado em São Paulo, a partir de 2000 passou a contar com uma cerimônia no Rio de Janeiro. Mulheres Apaixonadas totalizou 11 troféus de 25 nomeações na premiação, ganhando seis no Rio de Janeiro e outros cinco em São Paulo.

### Rio de Janeiro
| Ano  | Categoria                                  | Recipiente           | Resultado |
| ---- | ------------------------------------------ | -------------------- | --------- |
| 2003 | Melhor Novela                              | Mulheres Apaixonadas | Venceu    |
| 2003 | Melhor Autor – Teledramaturgia             | Manoel Carlos        | Venceu    |
| 2003 | Melhor Ator – Teledramaturgia              | Tony Ramos           | Venceu    |
| 2003 | Melhor Atriz – Teledramaturgia             | Christiane Torloni   | 3º lugar  |
| 2003 | Melhor Ator Coadjuvante – Teledramaturgia  | Dan Stulbach         | Venceu    |
| 2003 | Melhor Ator Coadjuvante – Teledramaturgia  | Marcello Antony      | 2º lugar  |
| 2003 | Melhor Atriz Coadjuvante – Teledramaturgia | Giulia Gam           | Venceu    |
| 2003 | Melhor Atriz Coadjuvante – Teledramaturgia | Regiane Alves        | 2º lugar  |
| 2003 | Melhor Ator Revelação – Teledramaturgia    | Daniel Zettel        | 2º lugar  |
| 2003 | Melhor Atriz Revelação – Teledramaturgia   | Bruna Marquezine     | Venceu    |
| 2003 | Melhor Diretor – Teledramaturgia           | Ricardo Waddington   | 2º lugar  |

### São Paulo
| Ano  | Categoria                                  | Recipiente           | Resultado |
| ---- | ------------------------------------------ | -------------------- | --------- |
| 2003 | Melhor Telenovela                          | Mulheres Apaixonadas | Venceu    |
| 2003 | Melhor Autor – Teledramaturgia             | Manoel Carlos        | Venceu    |
| 2003 | Melhor Ator – Teledramaturgia              | Tony Ramos           | 2º lugar  |
| 2003 | Melhor Ator Coadjuvante – Teledramaturgia  | Dan Stulbach         | Venceu    |
| 2003 | Melhor Atriz Coadjuvante – Teledramaturgia | Giulia Gam           | Venceu    |
| 2003 | Melhor Atriz Coadjuvante – Teledramaturgia | Regiane Alves        | 2º lugar  |
| 2003 | Melhor Ator Revelação – Teledramaturgia    | Pedro Furtado        | 2º lugar  |
| 2003 | Melhor Ator Revelação – Teledramaturgia    | Daniel Zettel        | 3º lugar  |
| 2003 | Melhor Atriz Revelação – Teledramaturgia   | Paula Picarelli      | Venceu    |
| 2003 | Melhor Atriz Revelação – Teledramaturgia   | Bruna Marquezine     | 2º lugar  |
| 2003 | Melhor Atriz Revelação – Teledramaturgia   | Ana Roberta Gualda   | 4º lugar  |
| 2003 | Melhor Diretor – Teledramaturgia           | Ricardo Waddington   | 2º lugar  |

## Prêmio APCA
O Prêmio APCA, tido como o mais importante do Brasil na área de cultura, é entregue desde 1956 e reconhece os melhores do ano nos âmbitos de arquitetura, artes visuais, cinema, dança, literatura, moda, música erudita, música popular, rádio, teatro, teatro infantil e televisão. Suas nomeações e vitórias se dão por meio de um júri composto de membros pertencentes à Associação Paulista dos Críticos de Arte (APCA). Dan Stulbach venceu o troféu de Melhor Ator.
| Ano  | Categoria   | Recipiente   | Resultado |
| ---- | ----------- | ------------ | --------- |
| 2003 | Melhor Ator | Dan Stulbach | Venceu    |

## Prêmio TV Press
O Prêmio TV Press reconheceu os melhores e os piores do ano por meio de enquete realizada no portal Terra, responsável pela premiação. Mulheres Apaixonadas ganhou quatro categorias.
| Ano  | Categoria         | Recipiente           | Resultado |
| ---- | ----------------- | -------------------- | --------- |
| 2003 | Melhor Telenovela | Mulheres Apaixonadas | Venceu    |
| 2003 | Melhor Autor      | Manoel Carlos        | Venceu    |
| 2003 | Melhor Atriz      | Giulia Gam           | Venceu    |
| 2003 | Ator Revelação    | Dan Stulbach         | Venceu    |
| 2003 | Melhor Diretor    | Ricardo Waddington   | 2º lugar  |

## Prêmio UOL e PopTevê de Televisão
O Prêmio UOL e PopTevê de Televisão foi organizado pelo portal UOL e a coluna PopTevê, que abastecia mais de 50 jornais pelo Brasil. As vitórias se davam por meio de enquetes realizadas na Internet, votadas pelos telespectadores. Mulheres Apaixonadas venceu três categorias de nove indicações, sendo a maioria múltiplas na mesma categoria.
| Ano  | Categoria       | Recipiente           | Resultado |
| ---- | --------------- | -------------------- | --------- |
| 2003 | Dramaturgia     | Mulheres Apaixonadas | Venceu    |
| 2003 | Melhor Ator     | Marcos Caruso        | Venceu    |
| 2003 | Melhor Ator     | Tony Ramos           | 3º lugar  |
| 2003 | Melhor Atriz    | Giulia Gam           | 2º lugar  |
| 2003 | Melhor Atriz    | Vera Holtz           | 3º lugar  |
| 2003 | Ator Revelação  | Dan Stulbach         | 2º lugar  |
| 2003 | Ator Revelação  | Daniel Zettel        | 3º lugar  |
| 2003 | Atriz Revelação | Carol Castro         | Venceu    |
| 2003 | Atriz Revelação | Bruna Marquezine     | 3º lugar  |

## Troféu Imprensa
O Troféu Imprensa foi criado pelo jornalista Plácido Manaia Nunes e teve a sua primeira edição realizada em 1961. Considerado o maior prêmio da televisão brasileira, entrega condecorações destinadas aos campos do entretenimento, jornalismo, teledramaturgia e, ainda, música. Na edição de 2004, Mulheres Apaixonadas foi a mais indicada e a grande vencedora, obtendo quatro vitorias, incluindo a de Melhor Novela.
| Ano  | Categoria        | Recipiente           | Resultado |
| ---- | ---------------- | -------------------- | --------- |
| 2003 | Melhor Novela    | Mulheres Apaixonadas | Venceu    |
| 2003 | Melhor Ator      | Dan Stulbach         | Venceu    |
| 2003 | Melhor Atriz     | Giulia Gam           | Venceu    |
| 2003 | Revelação do Ano | Bruna Marquezine     | Venceu    |

## Troféu Leão de Ouro
O Troféu Leão de Ouro, organizado pelo jornalista Leão Lobo, reconheceu os melhores do ano na televisão nos mais diversos segmentos, como dramaturgia, jornalismo e entretenimento. Mulheres Apaixonadas conquistou sete troféus.
| Ano  | Categoria                | Recipiente           | Resultado |
| ---- | ------------------------ | -------------------- | --------- |
| 2003 | Melhor Novela            | Mulheres Apaixonadas | Venceu    |
| 2003 | Melhor Autor             | Manoel Carlos        | Venceu    |
| 2003 | Melhor Atriz             | Susana Vieira        | Venceu    |
| 2003 | Melhor Ator Coadjuvante  | Dan Stulbach         | Venceu    |
| 2003 | Melhor Atriz Coadjuvante | Regiane Alves        | Venceu    |
| 2003 | Melhor Atriz Revelação   | Bruna Marquezine     | Venceu    |
| 2003 | Melhor Trilha Sonora     | Mulheres Apaixonadas | Venceu    |